# Ocean of Sound
Ocean of Sound é um álbum de compilação de 1996 compilado e produzido pelo músico e autor inglês David Toop. A compilação, de dois discos e cruzadamente licenciada, contém 32 faixas selecionadas de uma variedade de tipos musicais, incluindo dub, exotica, free jazz e gravações de campo. Toop compilou as gravações para servir como um levantamento histórico da música ambiente e um companheiro auditivo para seu livro de 1995 Ocean of Sound: Aether Talk, Ambient Sound and Imaginary Worlds.
Ocean of Sound foi lançado em janeiro de 1996 pela Virgin Records. Foi bem recebido pelos críticos musicais e terminou em quarto lugar na votação da pesquisa anual Pazz & Jop, da The Village Voice, e já foi citado como o mais importante álbum da música ambiente.

## História
Em 1995, David Toop publicou seu segundo livro, Ocean of Sound: Aether Talk, Ambient Sound and Imaginary Worlds, que examinou a música como um meio para um profundo envolvimento mental. No livro, Toop disse que música ambiente pode ser definida como música ouvida para relaxamento ou música que "toca na ressaca caótica e perturbadora do ambiente". Como um companheiro auditivo do livro, Toop fez a curadoria da coletânea Ocean of Sound, que também serviria como um levantamento histórico da música ambiente. O álbum foi lançado em janeiro de 1996 pela Virgin Records. Mais tarde, foi esgotado, o que o jornalista musical Michaelangelos Matos disse ser porque "compilações de vários artistas com licença cruzada raramente ficam disponíveis por muito tempo".

## Música

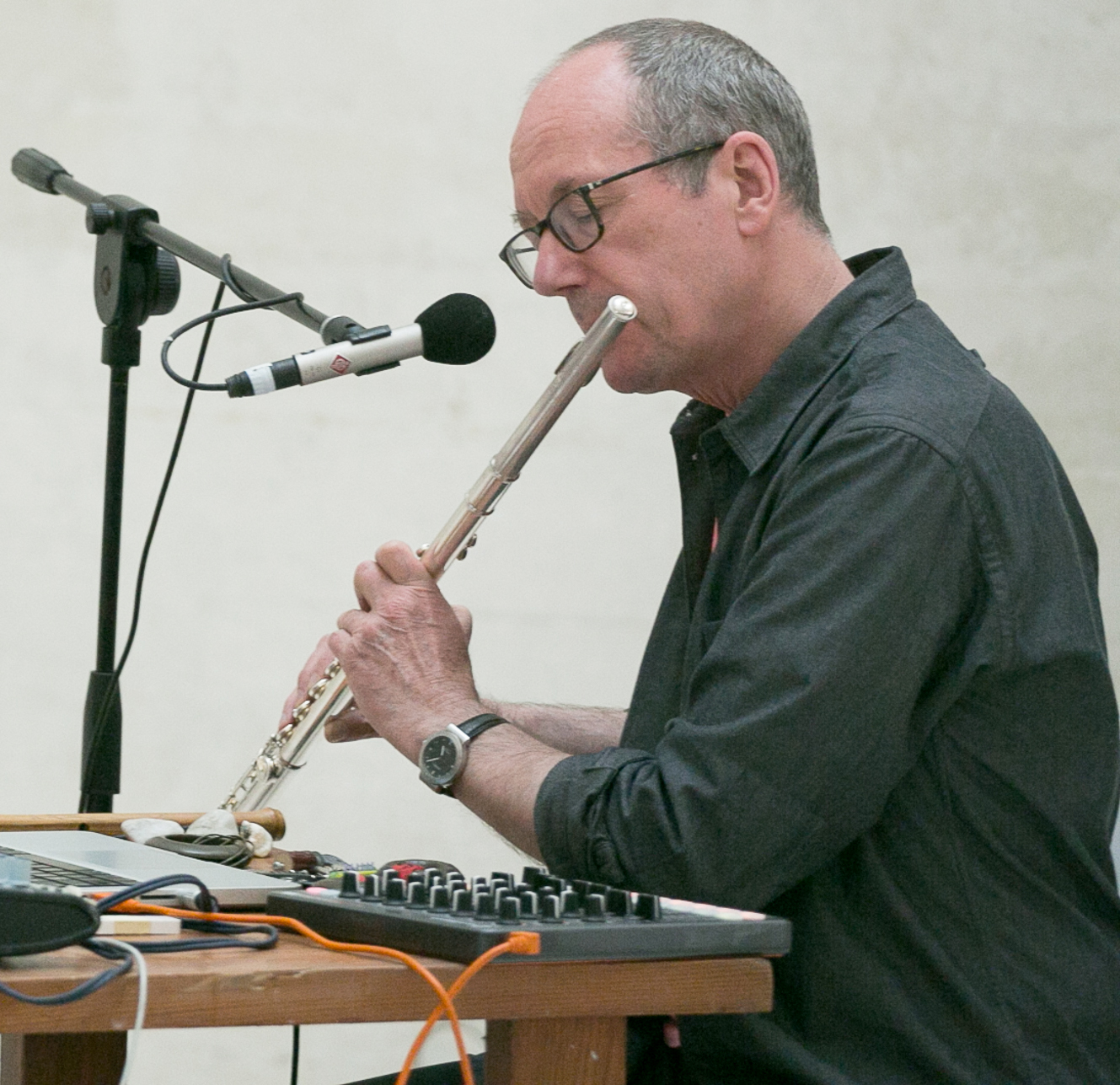
David Toop, compilador do álbum, em 2015

Ocean of Sound é uma compilação de vários artistas cruzadamente licenciada, contendo dois discos e 32 faixas selecionadas de uma variedade de tipos musicais, como Dub, exotica, free jazz e gravações de campo. De acordo com John Bush, da AllMusic, todas as canções compiladas para o álbum recapitulam o tema do livro — "que Les Baxter, Aphex Twin, The Beach Boys, Herbie Hancock, King Tubby e My Bloody Valentine estão todos relacionados por seus efeitos sobre som pioneiro." Em uma entrevista para a Perfect Sound Forever, Toop explicou por que incluiu free jazz em um álbum de música ambiente, que é comumente considerado música de fundo:
| “ | Eu estava enfatizando a qualidade imersiva das experiências musicais do século XX. Imersão é a palavra-chave para mim; não fundo. Toda a ideia de música de fundo era uma pista falsa, uma distração — não existe música de fundo, no sentido de que a chamada música de fundo é sempre implantada (embora nem sempre aceita) como um acessório de estilo de vida e estilo de vida é uma coleção de significantes fortes. | ” |

Toop programou as gravações do álbum para que se sucedessem. Ocean of Sound começa com canções do produtor jamaicano de dub King Tubby, tecladista de jazz americano Herbie Hancock e o músico eletrônico inglês Aphex Twin, respectivamente, antes de fazer a transição para composições por Claude Debussy, John Cage, The Beach Boys, e Peter Brötzmann, bem como uma gravação de áudio de monges budistas. Toop programou a canção de 1968 "I Heard Her Call My Name", do grupo The Velvet Underground, de modo que sua resposta muda seguiria para uma gravação subaquática dos "latidos" de focas-barbudas.

## Recepção crítica
| Críticas profissionais     | Críticas profissionais |
| Avaliações da crítica      | Avaliações da crítica  |
| Fonte                      | Avaliação              |
| -------------------------- | ---------------------- |
| AllMusic                   | [ 5 ]                  |
| Christgau's Consumer Guide | A                      |

Em geral, o álbum foi bem recebido pelos críticos. Escrevendo para a The Wire em 1996, Peter Shapiro disse que ficou impressionado com a forma como  Ocean of Sound  destacou semelhanças musicais entre seus artistas díspares, chamando-o de uma manifestação da discussão do livro e "uma coleção notável de boa música". A The Independent escreveu que "Toop navega suavemente entre as várias vertentes que contribuíram para o atual estilo techno/de 'quarto mundo' de pop ambiente", porque ele usou fontes como música oriental, minimalismo e compositores clássicos. Michaelangelo Matos, da Chicago Reader, viu-o como uma compilação idílica cujas canções seguiam fluentemente por causa da estética de Toop, ao mesmo tempo em que observou que também poderiam ser interessantes, senão excelentes, peças separadas: "Ocean of Sound é um daqueles discos que têm algo a ensinar até mesmo ao fã de música mais cansado sobre como ouvir música". John Bush, para o AllMusic, recomendou o álbum a qualquer "fã abrangente de ambiente" e disse que ele ilustra as ideias do livro de Toop "lindamente".
Ocean of Sound foi eleito o quarto melhor álbum de compilação de 1996 no Pazz & Jop, uma pesquisa anual de críticos estadunidense publicada pela The Village Voice. Robert Christgau, o supervisor da pesquisa, considerou-o o melhor álbum de compilação do ano em sua própria lista para o Pazz & Jop. Em Christgau's Consumer Guide: Albums of the '90s (2000), ele o considerou uma "turnê de 32 faixas maravilhosamente conduzida pelo ambiente tradicional", com gravações que eram representações menores de preocupações geracionais maiores, como desordem e ansiedade: "Para Toop, ele atende a uma necessidade que é ao mesmo tempo pós-moderna e milênica, sintetizando insegurança e esperança, 'êxtase' e 'pavor inespecífico'". Em uma lista de 2011 para a Spin, Chuck Eddy nomeou  Ocean of Sound  o álbum mais importante da música ambiente, escrevendo que suas 32 faixas "fluíram uma na outra como os sete mares".

## Lista de faixas
| Disco um |                                                                            |                                                      |                           |         |  |
| N.º      | Título                                                                     | Compositor(es)                                       | Artista                   | Duração |  |
| 1.       | "Dub Fi Gwan" (produzido por Bunny Lee)                                    | Edward O'Sullivan Lee                                | King Tubby                | 3:56    |  |
| 2.       | "Rain Dance" (produzido por Dave Rubinson)                                 | Herbie Hancock                                       | Herbie Hancock            | 8:41    |  |
| 3.       | "Analogue Bubblebath I" (produzido por Richard D. James)                   | Richard D. James                                     | Aphex Twin                | 4:40    |  |
| 4.       | "Empire III" (produzido por Dan Lanois e Jon Hassell)                      | Jon Hassell                                          | Jon Hassell               | 6:58    |  |
| 5.       | "Sorban Palid"                                                             | Ujang Suryana                                        | Ujang Suryana             | 6:16    |  |
| 6.       | "Prélude à L'Après-midi D'un Faune" (produzido por Andrew Keener)          | Claude Debussy                                       | English Chamber Orchestra | 9:37    |  |
| 7.       | "Sunken City"                                                              | Les Baxter                                           | Les Baxter                | 2:47    |  |
| 8.       | "Loomer" (produzido por Kevin Shields)                                     | Bilinda Butcher, Kevin Shields                       | My Bloody Valentine       | 2:36    |  |
| 9.       | "Lizard Point" (produzido por Brian Eno)                                   | Axel Gros, Bill Laswell, Brian Eno, Michael Beinhorn | Brian Eno                 | 3:59    |  |
| 10.      | "Shunie Omizutori Buddhist Ceremony" (gravado por Yoshihiro Kawasaki)      |                                                      | artista desconhecido      | 6:45    |  |
| 11.      | "The Music of Horns and Whistles" (produzido por World Soundscape Project) | World Soundscape Project                             | The Vancouver Soundscape  | 2:08    |  |
| 12.      | "Howler Monkeys" (produzido por Jean C. Roche)                             |                                                      | sem artista               | 1:26    |  |
| 13.      | "Machine Gun" (produzido por Jost Gebers e Peter Brötzmann)                | Peter Brötzmann                                      | Peter Brötzmann Octet     | 5:58    |  |
| 14.      | "Yanomami Rain Song" (gravado por David Toop)                              |                                                      | artista desconhecido      | 3:03    |  |
| 15.      | "Bismillahi 'Rrahmani 'Rrahim" (produzido por Brian Eno)                   | Harold Budd                                          | Harold Budd               | 4:48    |  |

| Disco dois     |                                                                          |                                                    |                                 |         |  |
| N.º            | Título                                                                   | Compositor(es)                                     | Artista                         | Duração |  |
| 1.             | "Black Satin" (produzido por Teo Macero)                                 | Miles Davis                                        | Miles Davis                     | 5:09    |  |
| 2.             | "Extract from Poppy Nogood 'All Night Flight'" (produzido por Gary Todd) |                                                    | Terry Riley                     | 8:09    |  |
| 3.             | "Coyor Panon" (produzido por Lilik Arabowo e Makoto Kubota)              |                                                    | Detty Kurnia                    | 5:36    |  |
| 4.             | "Virgin Beauty" (produzido por Denardo Coleman)                          | Ornette Coleman                                    | Ornette Coleman                 | 3:28    |  |
| 5.             | "Chen Pe'i Pe'i" (produzido por Jean Rochard)                            | Toop, John Zorn                                    | John Zorn & David Toop          | 2:57    |  |
| 6.             | "Rivers of Mercury" (produzido por Paul Schütze)                         | Paul Schütze                                       | Paul Schütze                    | 6:31    |  |
| 7.             | "I Heard Her Call My Name" (produzido por Tom Wilson)                    | Lou Reed                                           | The Velvet Underground          | 4:32    |  |
| 8.             | "Bearded Seals" (produzido por Jean C. Roche)                            |                                                    | sem artista                     | 2:41    |  |
| 9.             | "Boat – Woman – Song" (produzido por Holger Czukay)                      | Holger Czukay, Rolf Dammers                        | Holger Czukay & Rolf Dammers    | 5:47    |  |
| 10.            | "Fall Breaks and Back Into Winter (Woody Woodpecker Symphony)"           | Brian Wilson                                       | The Beach Boys                  | 2:02    |  |
| 11.            | "Faraway Chant" (produzido por Adrian Sherwood)                          | Adrian Maxwell, Michael Williams                   | African Headcharge              | 3:49    |  |
| 12.            | "Cosmo Enticement"                                                       | Sun Ra                                             | Sun Ra                          | 2:59    |  |
| 13.            | "Untitled 3" (produzido por John Hadden)                                 | Derek Bailey, Evan Parker, Hugh Davies, Jamie Muir | The Music Improvisation Company | 6:24    |  |
| 14.            | "Seven-Up"                                                               | Deep Listening Band                                | Deep Listening Band             | 2:27    |  |
| 15.            | "In a Landscape" (produzido por Brian Eno)                               | John Cage                                          | John Cage                       | 6:26    |  |
| 16.            | "Vexations" (produzido por Thomas Wilbrandt)                             | Erik Satie                                         | Alan Marks                      | 2:57    |  |
| 17.            | "Suikinkutsu Water Chime" (gravado por Yoshihiro Kawasaki)               |                                                    | sem artista                     | 2:55    |  |
| Duração total: | Duração total:                                                           | Duração total:                                     | Duração total:                  | 148:55  |  |

## Créditos
Créditos para Ocean of Sound foram adaptados da AllMusic.
| - African Head Charge – artista - Aphex Twin – artista, produtor - Les Baxter – artista - The Beach Boys – artista - Peter Brötzmann – produtor - Harold Budd – artista - John Cage – artista - Denardo Coleman – produtor - Ornette Coleman – artista - Holger Czukay – artista, produtor - Rolf Dammers – artista - Miles Davis – artista - Deep Listening Band – artista - English Chamber Orchestra – artista - Brian Eno – artista, produtor - Jost Gebers – produtor - John Hadden – produtor - Herbie Hancock – artista - Jon Hassell – artista - Simon Heyworth – masterização - Yoshihiro Kawasaki – engenheiro - Andrew Keener – produtor - King Tubby – artista - Makoto Kubota – produtor - Detty Kurnia – artista - Daniel Lanois – produtor - Bunny Lee – produtor | - Teo Macero – produtor - Alan Marks – artista, piano - Susan Milan – flauta - Russell Mills – direção de arte, design - Alan Moulder – engenheiro - Music Improvisation Company – artista - My Bloody Valentine – artista - Sun Ra – artista - Terry Riley – artista - Jean Rochard – produtor - Jean C. Roché – produtor - David Rubinson – produtor - Paul Schütze – artista, produtor - Adrian Sherwood – produtor - Kevin Shields – produtor - Ujang Suryana – artista - Gary L. Todd – produtor - David Toop – produtor de compilação, engenheiro, encarte, artista - Paul Tortelier – condutor - Vancouver Soundscape – artista - The Velvet Underground – artista - Michael Webster – design - Thomas Wilbrant – produtor - Tom Wilson – produtor - World Soundscape Project – produtor - John Zorn – artista |